# Euroliga da FIBA de 1991–92
A Euroliga da FIBA de 1991-92 (em inglês:  FIBA Europe League encurtado para em inglês:  FIBA Euroleague) foi a 35ª edição da competição de clubes profissionais de alto nível para clubes de basquetebol (agora denominada EuroLiga). A fase de Final Four da competição foi realizada na Arena Abdi İpekçi em Istambul, Turquia. Foi vencida pela equipe iugoslava do Partizan Belgrado que derrotou na grande final o Montigalà Joventut por um resultado de 71-70.
Esta edição da competição também marcou o fim da era em que exclusivamente os campeões nacionais europeus participavam, pois contou com uma competição expandida, que incluiu campeões nacionais da liga nacional, os titulares da atual liga e algumas outras equipes dos mais importantes campeonatos nacionais. Isso também estava de acordo com o renome da liga, e sendo chamado de campeonato da em inglês:  FIBA European League (ou abreviado para FIBA EuroLeague) para clubes masculinos. Isso porque o novo formato de competição estava mais próximo de uma verdadeira Liga Européia em grande estilo. Era um nome que a competição manteria para as próximas quatro edições da competição também. 

## Formato de competição
- 33 equipes (campeã da copa, campeã nacional e um número variável de outros clubes das principais ligas nacionais) disputaram eliminatórias em casa e fora. A pontuação total de ambos os jogos decidiu o vencedor.
- As dezesseis equipes restantes após as rodadas eliminatórias entraram na Etapa de Temporada Regular, divididas em dois grupos de oito equipes, jogando um round-robin. A posição final foi baseada em vitórias e derrotas individuais. No caso de empate entre duas ou mais equipes após a fase de grupos, os seguintes critérios foram usados para decidir a classificação final: 1) número de vitórias em jogos um-para-um entre as equipes; 2) média de cesta entre as equipes; 3) média geral da cesta dentro do grupo.
- As quatro melhores equipes de cada grupo após a Fase de Grupos da Temporada Regular se classificaram para o Playoff de quartas de final (X pares, melhor de 3 jogos).
- Os quatro vencedores dos Playoffs de quartas de final qualificaram-se para o Estágio Final ( Final Four ), que foi jogado em um local predeterminado.

## Primeira fase
| Equipe 1                 | Total   | Equipe 2         | 1.º jogo | 2.º jogo |
| ------------------------ | ------- | ---------------- | -------- | -------- |
| Mollersdorf Traiskirchen | 158–213 | Maes Pils        | 78–107   | 80–106   |
| Pezoporikos Larnaca      | 175–174 | USK Praha        | 92–88    | 83–86    |
| Partizani Tirana         | 146–208 | Aris Salônica    | 79–98    | 67–110   |
| Maccabi Rishon LeZion    | 213–157 | Steaua București | 111–78   | 102–79   |
| Hiefenech                | 161–182 | Vevey            | 84–84    | 77–98    |

## Segunda fase
| Equipe 1              | Total   | Equipe 2                | 1.º jogo | 2.º jogo |
| --------------------- | ------- | ----------------------- | -------- | -------- |
| Maes Pils             | 175–150 | Kingston Kings          | 86–76    | 89–74    |
| Pezoporikos Larnaca   | 162–233 | Knorr Bologna           | 88–109   | 74–124   |
| Śląsk Wrocław         | 162–181 | Aris Salônica           | 74–75    | 88–106   |
| Maccabi Rishon LeZion | 144–148 | Commodore Den Helder    | 89–75    | 55–73    |
| Vevey                 | 163–199 | Kalev                   | 81–86    | 82–113   |
| Scania Södertälje     | 154–195 | Estudiantes Caja Postal | 76–98    | 78–97    |
| KTP                   | 154–211 | Philips Milano          | 84–105   | 70–106   |
| Fenerbahçe Istambul   | 123–174 | FC Barcelona            | 73–79    | 50–95    |
| Szolnoki Olajbányász  | 137–181 | Partizan Belgrado       | 65–92    | 72–89    |
| CSKA Sofia            | 140–235 | Bayer 04 Leverkusen     | 77–132   | 63–103   |
| UMFN                  | 150–208 | Cibona Zagreb           | 76–111   | 74–97    |
| Benfica               | 163–164 | Olympique Antibes       | 89–76    | 74–88    |

Automaticamente classificados para a fase de grupos
- Slobodna Dalmacija Split (campeão temporada anterior)
- Montigalà Joventut
- Phonola Caserta
- Maccabi Elite Tel Aviv

## Temporada regular
A temporada regular iniciou-se em 31 de outubro.
|  | As quatro equipes melhor classificadas avançaram para as quartas de finais |

|    | Equipe                    | J  | Pts | V  | D  | PF   | PA   | PD   |
| -- | ------------------------- | -- | --- | -- | -- | ---- | ---- | ---- |
| 1. | Knorr Bologna             | 14 | 24  | 10 | 4  | 1229 | 1148 | +81  |
| 2. | FC Barcelona              | 14 | 24  | 10 | 4  | 1205 | 1129 | +76  |
| 3. | Maccabi Elite Tel Aviv    | 14 | 24  | 10 | 4  | 1311 | 1254 | +57  |
| 4. | Cibona Zagreb*            | 14 | 23  | 9  | 5  | 1287 | 1232 | +55  |
| 5. | Slobodna Dalmacija Split* | 14 | 21  | 7  | 7  | 1271 | 1270 | +1   |
| 6. | Olympique Antibes         | 14 | 18  | 4  | 10 | 1291 | 1385 | -94  |
| 7. | Kalev                     | 14 | 17  | 3  | 11 | 1281 | 1354 | -73  |
| 8. | Phonola Caserta           | 14 | 14  | 3  | 11 | 1185 | 1288 | -103 |

|    | Equipe                  | J  | Pts | V  | D  | PF   | PA   | PD   |
| -- | ----------------------- | -- | --- | -- | -- | ---- | ---- | ---- |
| 1. | Montigalà Joventut      | 14 | 25  | 11 | 3  | 1276 | 1114 | +162 |
| 2. | Estudiantes Caja Postal | 14 | 24  | 10 | 4  | 1145 | 1096 | +49  |
| 3. | Philips Milano          | 14 | 24  | 10 | 4  | 1264 | 1161 | +103 |
| 4. | Partizan Belgrado*      | 14 | 23  | 9  | 5  | 1178 | 1077 | +101 |
| 5. | Bayer 04 Leverkusen     | 14 | 21  | 7  | 7  | 1217 | 1154 | +63  |
| 6. | Maes Pils               | 14 | 18  | 4  | 10 | 1112 | 1230 | -118 |
| 7. | Aris Salônica           | 14 | 17  | 3  | 11 | 1139 | 1359 | -220 |
| 8. | Commodore Den Helder    | 14 | 16  | 2  | 12 | 1050 | 1190 | -140 |

- * Devido a Guerra Civil Jugoslava, as três equipes que representavam a Jugoslávia precisaram jogar em outros países. Todas as equipes jogaram na Espanha, sendo elas:Partizan Belgrado jogou em Fuenlabrada, o campeão da temporada anterior Slobodna Dalmacija Split em A Coruña e Cibona Zagreb em Puerto Real.

## Quartas de finais
| Equipe 1               | Agr. | Equipe 2                | 1º jogo | 2º jogo | 3º jogo |
| ---------------------- | ---- | ----------------------- | ------- | ------- | ------- |
| Partizan Belgrado      | 2–1  | Knorr Bologna           | 78–65   | 60–61   | 69–65   |
| Philips Milano         | 2–0  | FC Barcelona            | 80–79   | 86–71   |         |
| Cibona Zagreb          | 0–2  | Montigalà Joventut      | 68–73   | 67–92   |         |
| Maccabi Elite Tel Aviv | 1–2  | Estudiantes Caja Postal | 98–97   | 74–98   | 54–55   |

## Final four

### Semifinais
14 de abril, Abdi İpekçi Arena, Istambul
| Equipe 1           | Resultado | Equipe 2                |
| ------------------ | --------- | ----------------------- |
| Partizan Belgrado  | 82–75     | Philips Milano          |
| Montigalà Joventut | 91–69     | Estudiantes Caja Postal |

### Decisão do 3º colocado
16 de abril, Abdi İpekçi Arena, Istambul
| Equipe 1       | Resultado | Equipe 2                |
| -------------- | --------- | ----------------------- |
| Philips Milano | 99–81     | Estudiantes Caja Postal |

### Final
16 de abril, Abdi İpekçi Arena, Istambul
| Equipe 1          | Resultado | Equipe 2           |
| ----------------- | --------- | ------------------ |
| Partizan Belgrado | 71–70     | Montigalà Joventut |

| Copa dos campeões europeus de 1991–1992 Campeão |
| ----------------------------------------------- |
| Partizan Belgrado 1º Título                     |

### Colocação final
|  | Equipe                  |
|  | ----------------------- |
|  | Partizan Belgrado       |
|  | Montigalà Joventut      |
|  | Philips Milano          |
|  | Estudiantes Caja Postal |

## Ligações Externas
- 1991–92 FIBA European League
- 1991–92 FIBA European League